# Karina LeBlanc
Karina Chenelle LeBlanc, née le 30 mars 1980 à Atlanta aux États-Unis de parents canadiens, est une joueuse canadienne de soccer évoluant au poste de gardienne de but.
Internationale canadienne, elle compte 110 sélections depuis 1998. Elle détient la double nationalité canadienne et américaine.

## Carrière

### Club
Karina LeBlanc joue de 2001 à 2003 pour les Boston Breakers dans la défunte ligue Women's United Soccer Association, puis en 2004 avec  Montreal Xtreme, et en 2005 et 2006 avec les Wildcats du New Jersey, tous deux clubs de la W-League.  Avec les Wildcats, elle remporte en 2005 le championnat de la W-League.  Par la suite, en 2009, lors de la création de la ligue professionnelle américaine Women's Professional Soccer (WPS), elle évolue pour le Los Angeles Sol. Lors de la fermeture du club de Los Angeles, elle est repêchée par le Philadelphia Independence avec lequel elle joue la saison 2010. À l'inter-saison 2010-2011, elle est échangée au Chicago Red Stars. 
Mais les propriétaires des Red Stars annoncent peu après que l'équipe ne repartira pas pour la saison 2011 dans la WPS pour raisons financières, et vont jouer dans la ligue amateure Women's Premier Soccer League (WPSL) considéré comme le 2e niveau au soccer féminin nord-américain en dessous de la WPS. Karina LeBlanc demande alors d'être libérée de son contrat professionnel afin de se consacrer sur la qualification de l'équipe nationale du Canada en vue de la Coupe du monde 2011. Cette qualification est acquise lors du Championnat féminin de la CONCACAF 2010 que les Canadiennes gagnent sur le score d'un à zéro sur le Mexique.
Après la coupe du monde, elle remporte l'or aux Jeux panaméricains de 2011 en octobre puis rejoint le magicJack. À la fin de son contrat, Karina LeBlanc signe comme agent libre au Sky Blue FC le 16 novembre 2011. Mais la Women's Professional Soccer (WPS) cesse ses opérations et le Sky Blue ne joue dans aucun championnat en 2012.
Le 11 janvier 2013, elle est mise à disposition du Portland Thorns FC, jouant dans la nouvelle National Women's Soccer League.

### Carrière internationale
Karina LeBlanc participe aux Jeux olympiques d'été de 2008 ainsi qu'aux Coupes du monde 2003, 2007, 2011 et 2015.
Elle remporte l'or dans le tournoi des Jeux panaméricains en 2011 et le bronze à ceux de 2007. Elle gagne également le Championnat féminin de la CONCACAF en 2010.
LeBlanc est également de l'effectif canadien lors du Tournoi de Chypre, des qualifications pré-olympiques de la Concacaf et lors des Jeux olympiques de 2012. Lors de la  Coupe du monde de 2015, elle est sélectionnée mais reste sur le banc.
Au niveau de l'histoire du soccer féminin, Karina LeBlanc est l'une des 9 femmes ayant reçu plus de 100 sélections en faveur de l'Équipe du Canada de soccer féminin.